# Litewsko-Polski Batalion Sił Pokojowych

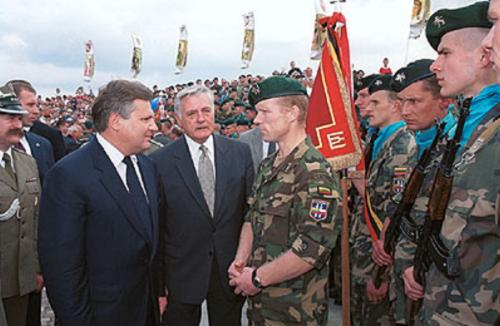
Spotkanie prezydentów RP i Litwy na polu bitwy w Grunwaldzie 15 lipca 2000

Litewsko-Polski Batalion Sił Pokojowych (Litpolbat) – wielonarodowy, polsko-litewski batalion, który przeznaczony był głównie do udziału w misjach pokojowych z ramienia ONZ, NATO oraz OBWE.

## Historia
Z pomysłem sformowania tej jednostki po raz pierwszy wystąpił prezydent Litwy Algirdas Brazauskas 17 lutego 1995 podczas wystąpienia w polskim Sejmie. Batalion został powołany 3 marca 1997 w Warszawie, w wyniku porozumienia podpisanego pomiędzy ministrami spraw zagranicznych Polski i Litwy. Sztab batalionu został utworzony w lutym 1998. 31 grudnia 1998 jednostka osiągnęła gotowość do działania w ramach misji pokojowych, a w 2000 roku została zaliczona do struktur Sił Szybkiego Reagowania Unii Europejskiej. W 2007 rozpoczęto jego rozformowywanie, zakończone oficjalnie 30 czerwca 2008 roku.
Oficjalnym językiem batalionu był język angielski, w praktyce żołnierze posługiwali się również swoimi językami ojczystymi. Dowódca batalionu był obierany w sposób kadencyjny – na zmianę raz oficer polski, raz litewski. Kadencja dowódcy trwała 2 lata.
Żołnierze formacji tworzących batalion pełnili służbę w pokojowych misjach w Kosowie, Syrii, Libanie, Iraku czy Afganistanie, ale w przeciwieństwie do POLUKRBAT-u, nigdy jako zwarty LITPOLBAT.

## Struktura
Polskie jednostki wydzielone w skład Litewsko Polskiego Batalionu Sił Pokojowych LITPOLBAT pochodziły z 4 Suwalskiej Brygady Kawalerii Pancernej im. Generała Brygady Zygmunta Podhorskiego w Orzyszu, będącej wówczas w strukturze 15 Warmińsko-Mazurskiej Dywizji Zmechanizowanej im. Króla Władysława Jagiełły w liczbie 420 żołnierzy. Natomiast litewskie w liczbie około 350 żołnierzy z Batalionu Piechoty Zmotoryzowanej im. Wielkiej Księżnej Litewskiej Biiute w Olicie, wchodzącego w skład Brygady Piechoty Zmotoryzowanej „Żelazny Wilk” z Wilna.
- Dowództwo i sztab
  -  1 kompania zmechanizowana
  -  2 kompania zmechanizowana
  -  3 kompania zmotoryzowana
  -  4 kompania zmotoryzowana
  -  kompania dowodzenia
  -  kompania wsparcia
  -  kompania logistyczna
  -  pluton rozpoznawczy
  -  pluton saperów

Łącznie ok. 800 żołnierzy

## Dowódcy batalionu
- 1997–1999 –  mjr/ppłk dypl. Zbigniew Sikora
- 1999–2001 –  ppłk dypl. Witold Kudryk
- 2001–2003 –  ppłk Vladimiras Bieliauskas
- 2003–2005 –  ppłk dypl. Zbigniew Paduch
- 2005–2008 –  ppłk Mirosław Polakow

## Sztandar
W czasie wizyty Prezydenta Polski Aleksandra Kwaśniewskiego na Litwie 14 kwietnia 1999, LITPOLBAT otrzymał dwa niemal identyczne sztandary – dla części polskiej na ręce majora Zbigniewa Sikory – ówczesnego dowódcy, oraz drugi – na ręce szefa sztabu batalionu – dla części litewskiej. Sztandary ufundowane zostały przez prezydentów obu państw, a wykonane w Polsce.
W czerwcu 2007 na spotkaniu ministrów obrony Polski i Litwy w Kłajpedzie, pododdziały batalionu symbolicznie zwróciły sztandary. 27 czerwca 2008 sztandar polskiej strony został przekazany do sali tradycji 15 Brygady Zmechanizowanej w Giżycku na uroczystej zbiórce rozwiązującej polską część LITPOLBAT-u.